# Armandia amakusaensis
Armandia amakusaensis is een borstelworm uit de familie Opheliidae. Het lichaam van de worm bestaat uit een kop, een cilindrisch, gesegmenteerd lichaam en een staartstukje. De kop bestaat uit een prostomium (gedeelte voor de mondopening) en een peristomium (gedeelte rond de mond) en draagt gepaarde aanhangsels (palpen, antennen en cirri).
Armandia amakusaensis werd in 2000 voor het eerst wetenschappelijk beschreven door Saito, Tamaki & Imajima.